# Nebrioporus martinii
Nebrioporus martinii är en skalbaggsart som först beskrevs av Leon Fairmaire 1858.  Nebrioporus martinii ingår i släktet Nebrioporus och familjen dykare.

## Underarter
Arten delas in i följande underarter:
- N. m. martinii
- N. m. sardus

## Bildgalleri

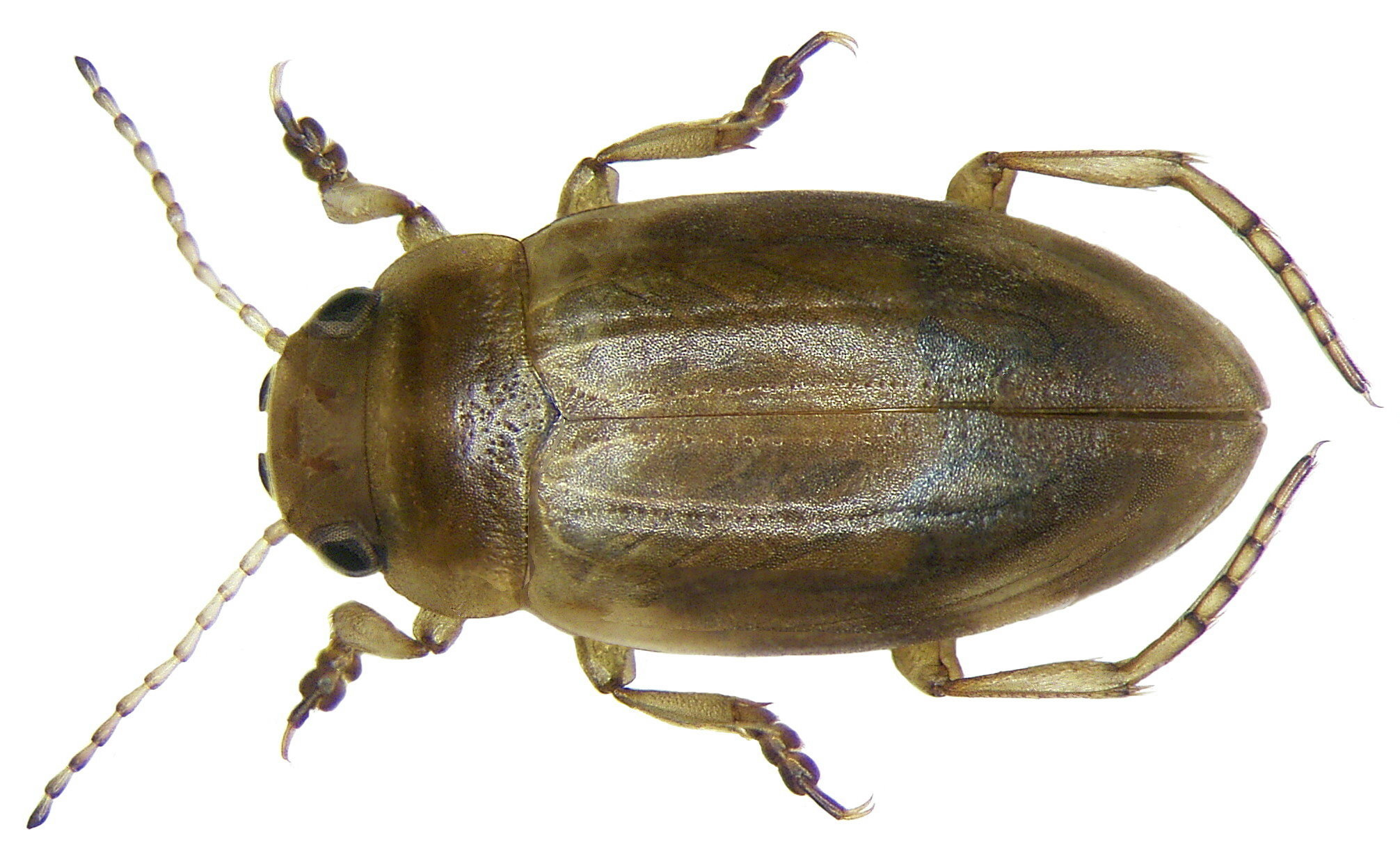